# Saint-Jean-sur-Couesnon
Saint-Jean-sur-Couesnon foi uma comuna francesa na região administrativa da Bretanha, no departamento Ille-et-Vilaine. Estendia-se por uma área de 18,23 km². Em 2010 a comuna tinha 2 923 habitantes (densidade: 160,3 hab./km²).
Em 1 de janeiro de 2019, passou a formar parte da nova comuna de Rives-du-Couesnon.